# Buzapuszta
Buzapuszta, Keresztesvölgy (románul: Rotunda), falu Romániában, Erdélyben, Kolozs megyében.

## Fekvése
Buza mellett fekvő település.

## Története
Buzapuszta, Keresztesvölgy (Rotunda) korábban Buza része volt. 1956 körül vált külön 230 lakossal.
1966-ban 240 lakosából 135 román, 105 magyar, 1977-ben 279 lakosából 165 román 114 magyar, 1992-ben 210 lakosából 123 román, 87 magyar, a 2002-es népszámláláskor pedig 176 lakosából 100 román, 76 magyar volt.